# Luis Bejarano Murga
Luis Bejarano Murga (País Vasco, España, 1900 - País Vasco, España 1983) fue un ingeniero, piloto y constructor motociclista español de la marca LBM. Fue conocido durante la época y posteriormente por ser el fundador de una de las marcas de motocicletas más conocidas, Lube.

## Biografía
Luis Bejarano nació en el País Vasco en el año 1900. Compitió con alguna de las mejores motos de los años 1920 además de trabajar como ingeniero en la fábrica Douglas situada en Bristol (Reino Unido). En el año 1931 importó motos Douglas y tuvo la idea de producirlas en el ámbito español, hecho que quedó anulado debido al inicio de la guerra civil española. Aunque la situación no era favorable, su esfuerzo por seguir avanzando fueron constantes consiguiendo en el año 1943 el diseño de varios prototipos como la LBM (Luis Bejarano Murga).
En 1947 fundó la empresa de motocicletas Lube (acrónimo de Luis Bejarano) en Lutxana (Baracaldo). Considerada como una fábrica pionera de motos en España junto con Montesa, la cual logró posicionarse en el número uno del sector. Cabe destacar la influencia que tuvo Luis Berajano en la fábrica de motos Lube constando como la más importante del país junto con marcas del motociclismo como Montesa o Bultaco.